# Луч Труда
Луч Труда́ — посёлок в Бугурусланском районе Оренбургской области, входит в состав Коровинского сельсовета.

## География
Посёлок находится на правом берегу реки Малый Мочегай, расстоянии 50 км к северо-востоку от города Бугуруслан, административного центра района.

### Часовой пояс
Посёлок Луч Труда, как и вся Оренбургская область, находится в часовой зоне МСК+2. Смещение применяемого времени относительно UTC составляет +5:00.

## Население
| 2010 |
| ---- |
| 10   |

### Национальный состав
Согласно результатам переписи 2002 года, в национальной структуре населения мордва составляли 66 % из 44 чел., русские — 32 %.